# Јаруга (Босанско Грахово)
Јаруга је насељено мјесто у Босни и Херцеговини, у општини Босанско Грахово, које административно припада Федерацији Босне и Херцеговине. Према попису становништва из 1991. у насељу је живјело 126 становника.

## Географија
Јаруга је удаљена 23 км од Босанског Грахова. Село се налази испод планине Динаре и лоцирано је унутар Граховског поља.

## Историја
Село је тешко страдало током распада Југославије у грађанском рату у БиХ.

## Становништво
| Националност       | 1991. | 1981. | 1971. | 1961. |
| Срби               | 125   | 152   | 190   | 261   |
| Југословени        | 1     | 16    |       |       |
| остали и непознато |       |       |       |       |
| Укупно             | 126   | 168   | 190   | 261   |

| Демографија | Демографија | Демографија |
| Година      | Становника  | Становника  |
| ----------- | ----------- | ----------- |
| 1961.       | 261         |             |
| 1971.       | 190         |             |
| 1981.       | 168         |             |
| 1991.       | 126         |             |